# Louis Camus Destouches
Louis Camus Destouches auch Destouches-Canon genannt (* 1668; † 11. März 1726 in Paris) war ein französischer Artillerieoffizier, commissaire général d’artillerie und (wahrscheinlicher) Vater des späteren Mathematikers und Enzyklopädisten Jean-Baptiste le Rond d’Alembert.

## Leben
Der Chevalier Louis Camus Destouches war ein Offizier der Artillerie in der königlichen französischen Armee, Armée royale française. Er diente unter den Königen Ludwig XIV. und Ludwig XV. Im Jahre 1690 schlug man ihm zum Ritter des Ordre de Saint-Lazare. Destouches wurde im Jahre 1720 mit dem Ordre royal et militaire de Saint-Louis ausgezeichnet, ab dem 1725 wurde er zum Commandeur ernannt.

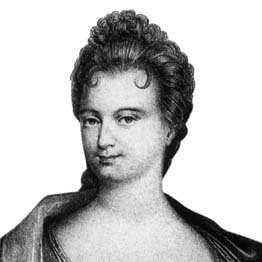
Die mit ihm liierte Claudine Guérin de Tencin

Aus einer Verbindung mit Claudine Guérin de Tencin entstammte Jean-Baptiste le Rond d’Alembert. Als Destouches im Jahr 1726 in Paris starb, hinterließ er d’Alembert eine Waisenrente von 1200 Livres im Jahr.

## Werke (Auswahl)
- Instruction pour le service d’un canon à un siège. Metz 1720